# Tom Clancy's The Division
Tom Clancy's The Division er et  open-world Third-person shooter MMORPG Computerspil med overlevelseselementer udviklet af Ubisoft Annecy, Ubisoft Massive, Ubisoft Reflections og Red Storm Entertainment til Microsoft Windows, PlayStation 4 og Xbox One. Spillet blev præsenteret på Ubisofts pressekonference på E3 2013. Udgivelsesdatoen er blevet udskudt mange gange men er endeligt fastlagt til at være d. 8. marts 2016.. Der kommer en beta-periode i starten af 2016 til alle, der har forudbestilt spillet, eller skrevet sig op til en venteliste.

## Gameplay
The Division finder sted i et kriseramt New York, der er en åben verden med et nedbrydeligt spilmiljø, hvor spillere frit kan udforske omgivelserne. New York er blevet ramt af en alvorlig virus, der sætter verden på den anden ende. Spillerens mission er at genoprette orden ved at undersøge kilden til virussen med at samarbejde med andre agenter i spillet.
The Division minder på mange måder om andre third-person-shooter spil, eksempelvis ved at man kan bære tre våben og eksplosiver som sticky bombs eller 'smarte' miner. Undervejs i spillet tjener med XP, der kan bruges til at tilpasse ens agent, level op i våben og gear og lære nye evner.